# نقش أحيروم

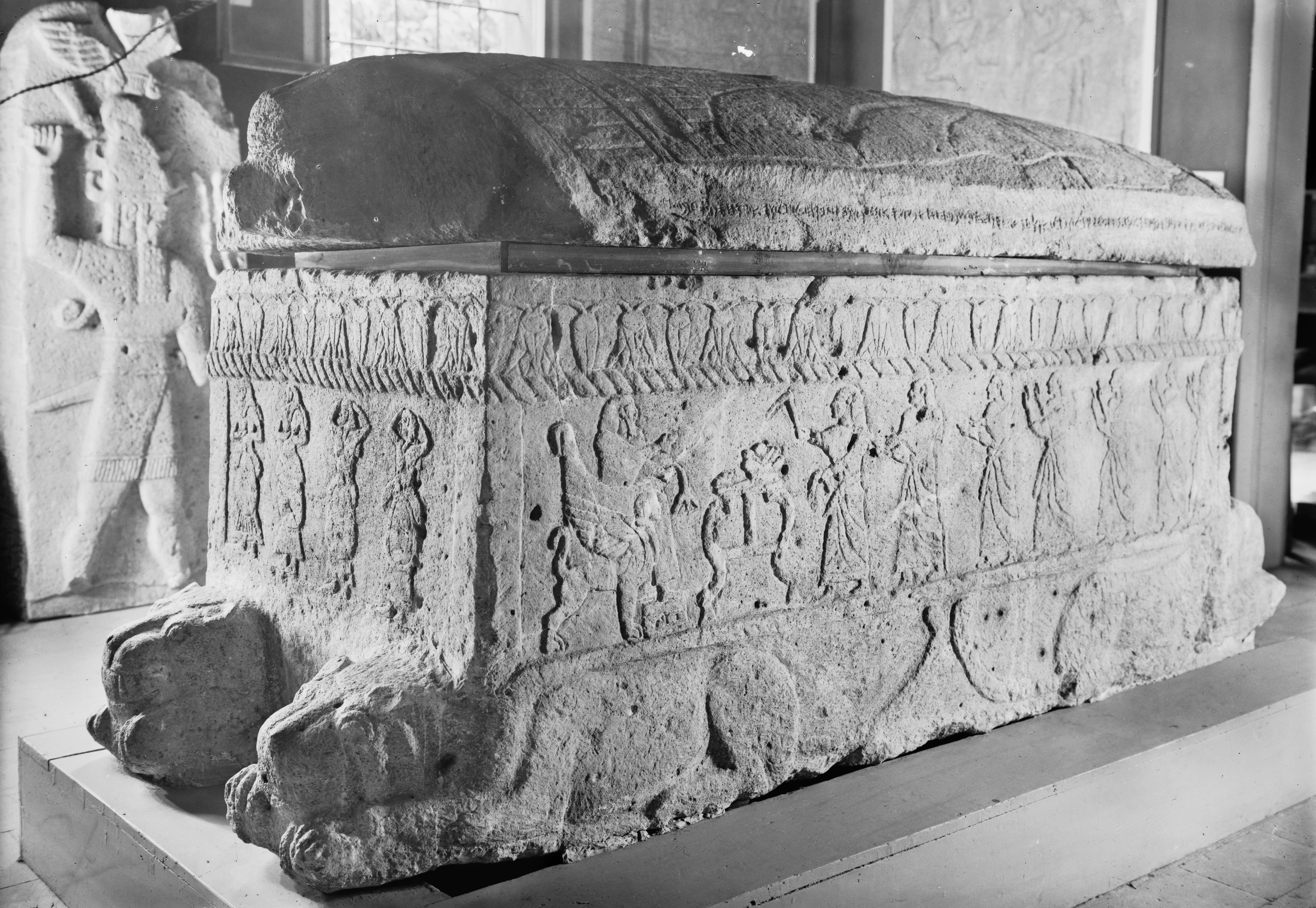
تابوت أحيرام

نقش أحيروم أو نقش أحيرام. بالأبجدية الفينيقية 𐤀𐤇𐤓𐤌 : ا ح ر م . اكتُشف هذا النقش مونتيه عام 1923 في القبر الخامس في بلدة جبيل على الساحل اللبناني، وهو مكتوب على غطاء تابوت عليه رسومات تتصل بموضوع النقش؛ إذ يظهر فيه مشهد يمثل الملك الميت يتناول وجبة طقسية، ويحمل زهرة اللوتس، وقد تدلت إلى أسفل، للدلالة على أن حاملها ميت. وهذا عنصر فني له ما يقابله في الشرق القديم. يحمل النقش الرمز KAI 1.

## نقحرة النقش

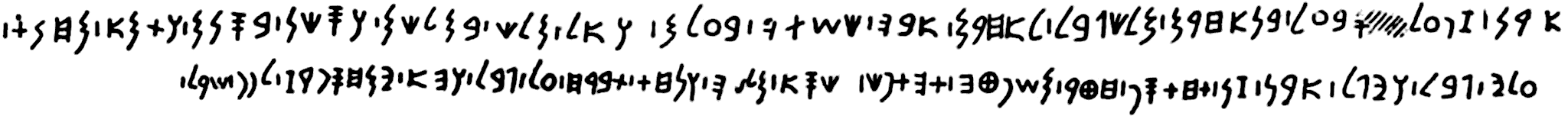

1. ا ر ن / ز ف ع ل [/ ا] ت ب ع ل / ب ن ا ح ر م / م ل ك ج ب ل / ل ا ح ر م /ا ب هـ / ك ش ت هـ / ب ع ل م/
2. وا ل/ م ل ك/ ب م ل ك م/ وس ك ن/ ب س (ك) ن م/ وت م ا/ م ح ن ت/ع ل ي/ ج ب ل/ وي ج ل/ ا ر ن/ ز ن/ ت ح ت س ف/ ح ط ر/ م ش ف ط هـ/ت هـ ت ف ك / ك س ا/ م ل ك هـ/ ون ح ت / ت ب ر ح/ ع ل/ ج ب ل/ وهـ ا / ي م ح س ف ر ا / ل ف ن ج ب ل

## ترجمة النقش
1. الصندوقُ الذي فعلَ [إ]توبعل بن أحيروم، ملكُ جُبَيل، لأحيروم، أبيه، إذ وضعه في الأبد.
2. وإنْ مَلِكٌ من الملوك، ووالٍ من الو[لا]ة، وقائدُ زحف على جُبَيل، وكشف التابوت هذا، فعسى أنْ يتقشر صولجانُ حُكْمِه، وأنْ ينقلبَ كرسي مُلْكِه، والسكينةُ تبرح من جبيل، وهو يُمحى سفرُه، أمام جُبيل.

## التأريخ
النقش غير مؤرخ، ولا يتضمن أية إشارات إلى أحداث تاريخية، كما أن الشخصين المذكورَين فيه، إتوبعل وأبوه أحيروم، غير معروفَين، لا في النقوش الفينيقية الأخرى، ولا في سواها من نصوص الشرق الأدنى القديم.
وعلى الرغم من أنه عُثِر على تابوت أحيروم أثناء تنقيبات أثرية رسمية؛ إلا أن السياق الأثري غير بين الدلالة. فقد عُثِر عليه في قبو، بالإضافة إلى تابوتين آخرين، وعُثر معه على إناءين كُتِب عليهما اسم الفرعون المصري رمسيس الثاني، الذي حكم في القرن الثالث عشر.
أما خط النقش فيدل عمومًا على أنه مبكر قياسًا إلى سواه من النقوش الفينيقية. ولا يتيح لنا هذا الحكم، على أية حال، تحديد تاريخ النقش على نحو أكثر دقة.
وتدل لغة النقش على أنه أبكر من النقوش الفينيقية الأخرى.
أما المشاهد التصويرية على التابوت فلا يمكن اتخاذها وسيلة لتأريخ لأن بعض الباحثين يرى أن التابوت لم يُصنع ليُدفن فيه أحيروم، بل أُعيد استخدامه لدفنه، فتاريخه أبكر من تاريخ النقش. ولعدم وجود مشاهد تصويرية فينيقية أخرى يمكن مقارنتها بالمشاهد على هذا التابوت.
عمومًا أورخ النقش إلى القرن الثالث عشر قبل الميلاد، في عهد رمسيس الثاني. غير أن المكتشفات اللاحقة دفعتهم إلى إعادة النظر في رأيهم هذا. فقد اكتُشِفت بعد ذلك نقوش كنعانية أولية يمكن تأريخها إلى القرن الثالث عشر، لها خطٌّ أبكر بكثير من خط نقش أحيروم. ومن جهة أخرى اكتُشِفت نقوش فينيقية من جُبيل (يحيملك، أبي بعل، أيلي بعل)، يمكن تأريخها في القرن العاشر قبل الميلاد أو مطلع القرن التاسع، لها خطٌّ لا يختلف كثيرًا عن خط نقش أحيروم. ثم أن علماء الآثار راجعوا السياق الأثري، فأعادوا النظر في الفخار الذي عُثر عليه في مدخل القبو، فتبين لهم أنه يعود إلى العصر الحديدي الثاني. هذه العوامل مجتمعة حفزت الباحثين إلى تأريخ نقش أحيروم في حوالي عام 1000 قبل الميلاد، وإلى فترة 1000-950 عمومًا.

## الكتابة والإملاء
يعبر الخط في نقش أحيروم عن الأصوات الصحيحة دون الحروف الدالة على الحركات الطويلة (matres lections)، وقد ظل هذا حال النقوش الفينيقية بشكل عامٍّ، خلافًا للخطين الآرامي والعبري اللذين عبرا عن الحركات الطويلة باستخدام بعض الحروف التي كانت تدل أصلاً على الأصوات الصحيحة.
ويُلحظ أن الكاتب فصل بين كلمات النقش بفواصل، وهو يجري ذلك على النقش جميعه، وهذا يدل على أنه يتبع في ذلك تقاليد كتابية مستقرة. ويُلحظ، في الوقت نفسه، أن الكاتب لم يفصل بين اسم الموصول والفعل في «ز ف ع ل»، ولم يفصل كذلك بين المضاف والمضاف إليه في «ب ن ا ح رم» وفي «م ل ك ج ب ل»، وهذا يرجع، في الأرجح، إلى أنه عد هذه الكلمات وحدة لغوية واحدة. وفي هذا إشارة إلى تنبه الكتاب إلى المسائل اللغوية عند الكتابة.

## لغة النقش
هناك عدة سمات لغوية في نقش أحيروم، تُعَد جميعًا دلائل على قدمه، وهي:
1. عدم استخدام أداة التعريف، الهاء، فيه. مثل ا ر ن، بدل هـ ا ر ن، كما هو الحال في النقوش الفينيقية من الفترات اللاحقة.
2. عدم استخدام الأداة الدالة على المفعولية، إ ت، فيه. مثل ي ج ل/ ا ر ن/ ز ن بدل ي ج ل/ ا ت/ هـ ا ر ن/ ز ن، كما هو الحال في النقوش الفينيقية من الفترات اللاحقة.
3. أن الفعل المعتل الآخر يظهر في النقش سالمًا، وذلك في الفعل ع ل ي في السطر الثاني. ولا يجوز أنْ يُعَد حرف الياء هنا حرف علة؛ إذ أن الخط الفينيقي لا يُعبر عن حروف العلة الطويلة في هذه المرحلة.
4. يظهر ضمير الغائب في هذا النقش على هيئة «هـ»، كما في ش ت هـ، في حين يظهر في النقوش الجُبيلية التالية على هيئة «و»، ويظهر في النقوش الفينيقية عمومًا على هيئة «ي».

إنشاء النقش: يُلاحظ أن النقش صِيغ بلسان الغائب، وهذا يتفق مع صياغة النقوش النذرية السامية الشمالية الغربية.
ويُلحظ أن القسم الثاني من النقش اتخذ صورة «لعنة قانونية». فهو يبدأ بجملة شرط: «إنْ ملك من الملوك... وكشف الصندوق هذا»، تعقبها جملة جواب الشرط: «فعسى أنْ يتقشر صولجان حكمه...». ويُلحظ أن العقاب في اللعنة لا يدل على تدخل الآلهة في العقاب، بل جُعِل العقاب مرهونًا بمخالفة التحذير الوارد في الجزء الأول من اللعنة. وهذا الاستبعاد للعنصر الديني من اللعنة يدل، في الغالب، على أن القوة المؤثرة في اللعنة، في نظر صاحبها، هي القوة السحرية، التي يُنتظر أنْ تتحقق في حال مخالفة التحذير.

## المعلومات الدينية
تتضمن النقوش القبورية، في العادة، معلومات دينية، إذ أن موضوعها يتصل بالموت وبما قد يتصل به من تصورات. وعلى الرغم من أن نقش أحيروم لا يتناول هذا الموضوع بالتفصيل، غير أنه يذكر أن إتو بعل وضع أباه في الأبد ش ت هـ/ ب ع ل م.
أما اللعنة التي كان يُتَوقع أنْ تُذكر فيها الآلهة، فجاءت خلوًا من أية إشارة دينية، وذلك لاعتمادها على القوة السحرية الدينية.
واشتمل اسما العلم على عنصرين إلهيين، «بعل» و«ا ح».

نص اللعنة: وإن ملك من الملوك ووال من الولاة وقائد معسكر علي جبيل وكشف الصندوق هذا فعسى أن يتقشر صولجان حكمه وأن ينقلب كرسي ملكه والسكينة تبرح من جبيل وهو يمحى سفره أمام حبيل

## التعليـق اللغـوي
- ا ر ن: كلمة مفردة مذكرة، بمعنى صندوق. ويُلاحظ أنها لم تُسبق بأداة التعريف، الهاء، التي لم تكن معروفة بعد، فيما يبدو، في الفينيقية. ويُلاحظ أن الكتابة الفينيقية لا تكتب حروف العلة الطويلة، فقد كُتِب الاسم «ا رن» من غير الواو في وسطه «ارون». ويُلاحظ كذلك أن كاتب نقش أحيروم يفصل ما بين الكلمات بشرطة طولية.
- ز ف ع ل: حرف الزاي يمثل اسم الموصول «الذي» في نقوش جُبيل الفينيقية، أما في سواها من النقوش الفينيقية، فيمثل اسم الإشارة «هذا».
- ف ع ل: فعل ماض بمعنى «فَعَل»، «صَنَع».
- [ا] ت ب ع ل: يُلاحظ أن حرف الألف ضاع في الكسر الموجود في التابوت. يُعتقد أن هذه الحروف تمثل الاسم «إتوبعل»، أي «مَعَه بَعَل»، فهو اسم من أسماء الدعاء، يدعو الإله بعل أنْ ينصر حامل الاسم. وإتوبعل هذا غير معروف من مصادر أخرى.
- ب ن ا ح ر م: ب ن: لفظة بمعنى «ابن». ا ح ر م. اسم علم يعتقد الباحثون أن لفظه كان «أحيروم». وهو مكون من عنصرين: أ ح، بمعنى «أخ» (ويُقصد بذلك الأخ المؤله أو المقدس). والعنصر الثاني هو ر م، ومعناه «عالٍ» «سامٍ». ويُلاحظ أن الكاتب لم يفصل بين كلمتي «ابن» و«أحيروم» بفاصل، لأنها يمثلان مضافًا ومضافًا إليه من الناحية اللغوية، وهذا يدل على ثقافة لغوية لدى الكاتب.
- م ل ك: اسم مفرد مذكر بمعنى ملك. واللقب يعود على أتوبعل.
- ج ب ل/ل ا ح ر م: ج ب ل: اسم علم مفرد مؤنث، لأنه اسم موقع، وهو اسم جُبيل حاليًّا على الساحل اللبناني. وجُبيل معروفه في المصادر المصرية منذ الألف الثالثة قبل الميلاد، وكان ميناءً لتصدير البضائع. ويُلاحظ أن الكاتب لم يفصل بين كلمتي ملك وجبل بفاصل، لأنهما يمثلان مضافًا ومضافًا إليه.
- ا بْ هـ: الاسم «أب» متصل بضمير الغائب، بمعنى «أبيه». ويُلاحظ أن قراءة الباء في أعلاها غير واضحة تمامًا.
- ك ش ت هـْ: الكاف ظرفية، بمعنى «عندما»، متصلة بضمير الغائب، هو. والفعل هنا من الجذر ش ي ت، والذي يعني «وَضَعَ»، ويرد هنا بمعنى «دفن». ويُلاحظ أن حرف الهاء قد تضرر من خراب في التابوت.
- بْ ع ل م: الباء حرف جرٍّ. علم اسم يقابل، في الغالب، اللفظة العبرية «عولام»، والتي تعني الأبد. ويوصف القبر في بعض النقوش السامية الشمالية الغربية بأنه «بيت عولام»، أي «بيت الأبد». ويُلاحظ أن حرف الباء جاء مهشمًا نتيجة لخراب في الحجر. وبهذه اللفظة ينتهي النقش القبوري نفسه.
- وا ل: بهذه العبارة تبدأ اللعنة في نقش أحيروم. الواو استئنافية. أ ل، لا يوجد ما يقابلها في النقوش الفينيقية، لكنْ يغلب أن معناها بمعنى أداة الشرط، أي بمعنى «إنْ» أو «إذا».
- م ل ك /ب م ل ك م: «ملك من الملوك». يُلاحظ أن حرف الجر، الباء، استخدم في الفينيقية بمعنى «مِن». أما الميم الأخيرة في ملكم، فهي علامة جمع المذكر السالم في اللهجات الكنعانية، عمومًا.
- وس ك ن/ب س <ك> ن م: «ووالٍ من الولاة». يُلاحظ أن الكاتب قد غفل عن كتابة الكاف في لفظة س ك ن م. ولفظة س ك ن شائعة في نصوص الشرق الأدنى القديم، وتدل عمومًا على الحاكم، أو الوالي، الأقل رتبة من الملك.
- ت م ا/م ح ن ت: «قائد معسكر». محنت اسم مفرد مؤنت، كما تدل على ذلك التاء في آخره. ويُلاحظ أن صاحب النقش وجه اللعنة ضد ثلاث فئات من أصحاب السلطة، هم الملك، والوالي، وقائد الجيش، وقد رتبهم هنا ترتيبًا تنازليًّا.
- ع ل ي /ج ب ل: «عَلِي جُبيل». والمقصود بالفعل «عَلِي» تولى الحكم فيها، سواءً بطريقة شرعية أو غير شرعية، فمن الواضح أن إتوبعل لا يخشى هنا على النقش من أعدائه أو من أعداء جُبيل، وحسب، وإنما من أي شخص قد يتولى الحكم بعده فيها. ويُلاحظ أن الفعل ع ل ي، كُتِب في هذا النقش بالياء، مما يدل على أنه كان يُلفظ هنا لفظ الفعل السالم، وليس لفظ الفعل المعتل.
- وي ج ل/ا ر ن/ ز ن: «ويكشف الصندوق هذا». يجل، فعل مضارع من الجذر ج ل ى، بمعنى «كشف» «أوضح». ز ن اسم إشارة للمذكر. وبهذه اللفظة تنتهي جملة الشرط في اللعنة، وتليها جملة جواب الشرط.
- ت ح ت س ف/: «تتقشر». فعل مضارع من الجذر «ح س ف» على وزن افتعل بمعنى «يتقشر». ويُلاحظ أن الوزن «افتعل» الشائع في العربية، لا يرد في الفينيقية إلا في موقعين من نقش أحيروم. ويمثل الفعل «تحتسف» أول الأفعال الواقعة في جواب الشرط للعنة، والتي تمثل العقوبة التي ستُوقع بالمعتدي على التابوت.
- ح ط ر/ م ش ف ط هـ: «عصى (صولجان) حكمه». «حطر» كلمة تعني العصى مطلقًا، لكنْ يُقصد بها هنا العصى التي يحملها الحاكم، أي الصولجان. «مشفطه» صيغة اسمية متصلة بضمير الغائب، مشتقة من الجذر «شفط» بمعنى حكم.
- (ت) هـ ت ف ك/: (التاء الأولى غير ظاهرة في الصورة لأسباب فنية). «ينقلب». فعل مضارع من الجذر هـ ف ك، على وزن افتعل. وهذا هو الشاهد الثاني في الفينيقية، بعد «ت ح ت س ف» على استخدام وزن افتعل.
- ك س ا م ل ك هـ/: «عرش ملكه». ك س ا: اسم مفرد مؤنث بمعنى «كرسي»، ولما كان المقصود بالكلام هنا الملك، فيجدر ترجمة هذا اللفظ هنا بمعنى «العرش».
- م ل ك هـ: اسم مفرد مذكر متصل بضمير الغائب.
- ون ح ت / ت ب ر ح/: «والراحة تبرح»: ن ح ت، اسم مفرد مؤنث بمعنى «الراحة»، «السكينة».
- ت ب ر ح: فعل مضارع من الجذر ب ر ح، بمعنى «تبارح»، «ترحل».
- ع ل/ ج ب ل: «من جبيل». يُلاحظ أن حرف الجر «عل» استُخدم هنا بمعنى «مِن». تشمل اللعنة التي يوقعها إتوبعل على العابثين بالتابوت، بالإضافة إلى العقاب الخاص الذي سيلحق بالعابث، عقابًا عامًّا يقع على جبيل، بحيث ترحل السكينة عنها إنْ عبث أحد المهددين بالتابوت.
- وهـ و: «وهو». الواو للاستئناف، هـ و، ضمير الغائب.
- ي م ح: «ينمحي». فعل مضارع من الجذر م ح ي، على وزن انفعل بمعنى «يمنحي»، وقد أُدغمت النون في الميم: ينمحي = يمحي.
- س ف ر هـ: «كتابته». اسم مفرد مذكر متصل بضمير الغائب: «كتابته». يُلاحظ أن صاحب النقش يدعو على العابث بالتابوت بأنْ يكون عقابه خراب النقوش التي يمكن أنْ يكبتها.